# Max Wien
Max Karl Werner Wien (* 25. Dezember 1866 in Königsberg (Preußen); † 24. Februar 1938 in Jena) war ein deutscher Physiker. Er war Cousin des Nobelpreisträgers Wilhelm Wien.

## Leben
Max Wiens Vorfahren waren Gutspächter in Mecklenburg, die durch Landkäufe zu Wohlstand gekommen waren. Sein Vater wurde Teilhaber eines Getreideexportgeschäfts in Königsberg.
Max Wien studierte wie sein Vetter Wilhelm Wien, mit dem er lebenslang in engem Kontakt blieb, Physik. Er begann 1884 in Königsberg, studierte dann sechs Monate in Freiburg und ging 1885 nach  Berlin. 1887 fertigte er bei Hermann von Helmholtz und August Kundt seine Dissertation an, für die er sich die Messung der Tonstärke mit dem Helmholtz-Resonator mit daran angebrachter Barometerkapsel ausgewählt hatte.
Darauf leistete Wien seinen einjährigen Militärdienst beim Kürassier-Regiment 3 in Königsberg und kehrte 1889 nach Berlin zurück, um an der Weiterentwicklung der Schallmessung zu arbeiten. 1892 wechselte er als Assistent zu Wilhelm Conrad Röntgen nach Würzburg. Er habilitierte sich 1893 mit der Habilitationsschrift Über eine neue Form der Induktionswaage.
Zu Ostern 1898 wurde Wien Dozent an der TH Aachen, wo er noch im gleichen Jahr zum Professor ernannt wurde. Dort entwickelte er 1902 mit der Untersuchung der drahtlosen Telegrafie ein neues Arbeitsgebiet.
1904 wurde Wien als Ordinarius an die neu gegründete  Technische Hochschule Danzig berufen. 1911 wurde er Direktor des Physikalischen Instituts an der Universität Jena. Er entwickelte dort von 1906 bis 1909 den Löschfunkensender und schrieb viele Arbeiten über Wechselstrom, elektrische Schwingungen und drahtlose Telegraphie. Seine Kritik an der Helmholtzschen Resonanztheorie des Hörens ist als Wienscher Einwand in die Literatur eingegangen. Nach ihm ist auch der Wien-Effekt über das Verhalten von Elektrolyten in starken elektrischen Feldern benannt.
Für die Theoretische Physik in Jena wünschte Wien sich einen Schüler Arnold Sommerfelds, der aber möglichst wenig Jude sein müsste, wie er seinem Vetter Wilhelm Wien schrieb. Sein Antisemitismus zeigte sich immer wieder in seinen Briefen an den Vetter beispielsweise anlässlich der Berufung Heinrich Rubens nach Berlin oder einer Vakanz in Jena.
Gleich zu Beginn des Ersten Weltkrieges wurde Wien Leiter der wissenschaftlichen Abteilung für die funktechnische Ausrüstung des Heeres im Range eines Rittmeisters. Im Herbst 1914 beteiligte er sich an der Planung von Fernwaffen. Mit Ferdinand von Zeppelin diskutierte er die mögliche Steuerung eines Bootes von einem Flugobjekt aus. Er gehörte Ende 1914 zu den 16 Unterzeichnern der Aufforderung seines Vetters Wilhelm Wien, in Veröffentlichungen nicht mehr Engländer häufiger als Deutsche zu zitieren. Im Hinblick auf die Kriegsziele war Wien für eine territoriale Expansion mit germanischen Ansiedlungsgebieten, aus denen die vorhandenen Einheimischen zu vertreiben seien. Später holte Wien in seine Abteilung insbesondere Walther Gerlach, Robert Wichard Pohl und Gustav Hertz.
Von 1924 bis 1925 war Wien Vorsitzender der Deutschen Physikalischen Gesellschaft. 1920 holte Wien Erwin Schrödinger nach Jena, der aber nur ein halbes Jahr blieb. Politisch schloss er sich der Deutschnationalen Volkspartei an. 1935 wurde er entsprechend der neuen Gesetzgebung nach Vollendung des 65. Lebensjahres in den Ruhestand geschickt. 1936 verfasste er zusammen mit Werner Heisenberg und Hans Geiger die von 75 Professoren unterzeichnete Denkschrift gegen die Angriffe der Vertreter der Deutschen Physik um Johannes Stark und Philipp Lenard auf die moderne theoretische Physik.

## Ehrungen
1921 wurde er als ordentliches Mitglied in die Sächsische Akademie der Wissenschaften und 1929 als korrespondierendes Mitglied in die Göttinger Akademie der Wissenschaften aufgenommen. 1934 wurde er zum Mitglied der Deutschen Akademie der Naturforscher Leopoldina gewählt. 	
Im Jahr 1937 wurde ihm die Goethe-Medaille für Kunst und Wissenschaft verliehen. 1937 wurde Wien Ehrenmitglied der Deutschen Physikalischen Gesellschaft zusammen mit Walther Nernst.